# Now Tour
Now Tour foi a quarta turnê da cantora canadense Shania Twain, em apoio ao seu quinto álbum de estúdio Now (2017). A turnê começou em 3 de Maio de 2018, em Tacoma, e foi inicialmente prevista para concluir em Las Vegas, no dia 4 de agosto de 2018, porém mais tarde foi estendida e conclui-se em Dunedin em 22 de dezembro de 2018. Atualmente em andamento, a turnê marca a primeiro de Twain desde a turnê Rock This Country em 2015, que, na época, Twain anunciou que seria sua última corrida na estrada.

## Fundo
Durante uma entrevista à ET Canadá, em 29 de junho de 2017, Twain afirmou que ela tinha uma mudança de coração e estava pronta para pegar a estrada novamente para apoiar o seu próximo álbum, Now, começando "Agora que eu tenho novas músicas, estou realmente motivado para fazer essa música ao vivo".
Em 16 de agosto de 2017, quando apareceu no programa The Tonight Show, o anfitrião de Jimmy Fallon anunciou que Twain irá embarcar na Now Tour em 2018. No dia seguinte, em 17 de agosto de 2017, Twain confirmou que ela estará embarcando em turnê para apoiar seu próximo álbum Now, através da mídia social, com ingressos à venda na semana seguinte.
Após várias aparições promocionais para Now no Reino Unido, incluindo um conjunto exclusivo na Radio 2 Live in Hyde Park, Twain anunciou as datas pelo Reino Unido/Irlanda em 20 de setembro de 2017. Revelando sua empolgação com as notícias da turnê, Shania disse: "É hora de voltar e dar à música uma chance de viver uma vida!" Os ingressos para shows em Dublin e Belfast esgotaram em minutos, levando Twain a adicionar um segundo show em Dublin. Datas adicionais para Glasgow e Londres foram anunciadas após os ingressos para as datas iniciais esgotarem rapidamente. Devido à demanda, foram adicionadas datas extras para Brisbane, Melbourne, Sydney e Auckland.

## Recepção crítica
A turnê abriu recebeu crítica positiva. Fish Griwkowsky do Edmonton Journal chamou a turnê de melhor de Twain, enquanto Matt Olsen do StarPhoenix elogiou o show dizendo que era "cheio de extravagância e pontuado com emoção genuína".

## Atos de Abertura
Em 11 de abril de 2018, o cantor Suíço Bastian Baker confirmou que ela seria o ato de abertura para todas as 77 datas da turnê. Baker abriu anteriormente para Twain no final das duas datas de sua turnê em 2015, Rock This Country Tour.
The Shires vai se juntar à Twain e Baker para as datas do Reino Unido e Irlanda.

## Set list
1. "Life's About to Get Good"
2. "Come On Over"
3. "Up!"
4. "Poor Me"
5. "Don't Be Stupid (You Know I Love You)"
6. "That Don't Impress Me Much"
7. "Let’s Kiss and Make Up"
8. "Any Man of Mine"
9. "Whose Bed Have Your Boots Been Under?"
10. "Honey, I'm Home"
11. "I'm Alright"
12. "Soldier"
13. "You're Still the One"
14. "More Fun"
15. Video interlude ["The Woman in Me", "You Win My Love", "Don't!", "Forever and for Always"][carece de fontes?]
16. "From This Moment On"
17. "I'm Gonna Getcha Good!"
18. "Party for Two" (com Bastian Baker)
19. "Swingin' With My Eyes Closed"
20. "(If You're Not in It for Love) I'm Outta Here!"
21. "Man! I Feel Like a Woman!"
22. "Rock This Country!"

Notas
- "Rock This Country!" foi retirada do set list a partir do show de Denver no dia 27 de Julho.[14]
- "Let's Kiss and Make Up" foi retirada do set list a partir do show de Fresno em 1 de agosto.[carece de fontes?]

1. "Life's About to Get Good"
2. "Come On Over"
3. "Up!"
4. "Poor Me"
5. "Don't Be Stupid (You Know I Love You)"
6. "That Don't Impress Me Much"
7. "From This Moment On"
8. "Any Man of Mine"
9. "Whose Bed Have Your Boots Been Under?"
10. "Honey, I'm Home"
11. "I'm Alright"
12. "You're Still the One"
13. "More Fun"
14. "I'm Gonna Getcha Good!"
15. "Party for Two" (com Bastian Baker)
16. "Swingin' With My Eyes Closed"
17. "(If You're Not in It for Love) I'm Outta Here!"
18. "Blue Storm [Interlude]"
19. "Man! I Feel Like a Woman!"
20. "Rock This Country!"

1. "Life's About to Get Good"
2. "Come On Over"
3. "Up!"
4. "Poor Me"
5. "Don't Be Stupid (You Know I Love You)"
6. "That Don't Impress Me Much"
7. "Any Man of Mine"
8. "Whose Bed Have Your Boots Been Under?"
9. "Honey, I'm Home"
10. "I'm Alright"
11. "Ka-Ching! [Interlude]"
12. "You're Still the One"
13. "More Fun"
14. Video interlude ["The Woman in Me", "You Win My Love", "Don't!", "Forever and for Always"][carece de fontes?]
15. "From This Moment On"
16. "I'm Gonna Getcha Good!"
17. "Party for Two" (com Bastian Baker)
18. "Swingin' With My Eyes Closed"
19. "(If You're Not in It for Love) I'm Outta Here!"
20. "Blue Storm [Interlude]"
21. "Man! I Feel Like a Woman!"

1. "Life's About to Get Good"
2. "Come On Over"
3. "Up!"
4. "Poor Me"
5. "Don't Be Stupid (You Know I Love You)"
6. "That Don't Impress Me Much"
7. "Any Man of Mine"
8. "Whose Bed Have Your Boots Been Under?"
9. "Honey, I'm Home"
10. "I'm Alright"
11. "Ka-Ching! [Interlude]"
12. "You're Still the One"
13. "More Fun"
14. Video interlude ["The Woman in Me", "You Win My Love", "Don't!", "Forever and for Always"][carece de fontes?]
15. "From This Moment On"
16. "I'm Gonna Getcha Good!"
17. "Party for Two" (com Bastian Baker)
18. "Swingin' With My Eyes Closed"
19. "(If You're Not in It for Love) I'm Outta Here!"
20. "Blue Storm [Interlude]"
21. "Man! I Feel Like a Woman!"

## Datas
| 3 de maio de 2018        | Tacoma            | Estados Unidos           | Tacoma Dome                   | 13,753 / 13,753         | $1,107,336           |                    |          |                |                 |            |                    |            |                |                    |                 |            |                    |             |                              |
| 5 de maio de 2018        | Vancouver         | Canadá                   | Rogers Arena                  | 26,375 / 26,375         | $2,301,320           |                    |          |                |                 |            |                    |            |                |                    |                 |            |                    |             |                              |
| May 6, 2018              | Vancouver         | Canadá                   | Rogers Arena                  | 26,375 / 26,375         | $2,301,320           |                    |          |                |                 |            |                    |            |                |                    |                 |            |                    |             |                              |
| 9 de maio de 2018        | Edmonton          | Canadá                   | Rogers Place                  | 26,183 / 26,183         | $2,756,837           |                    |          |                |                 |            |                    |            |                |                    |                 |            |                    |             |                              |
| 10 de maio de 2018       | Edmonton          | Canadá                   | Rogers Place                  |                         |                      |                    |          |                |                 |            |                    |            |                |                    |                 |            |                    |             |                              |
| 12 de maio de 2018       | Saskatoon         | Canadá                   | SaskTel Centre                | 12,533 / 12,533         | $1,310,375           | 13 de maio de 2018 | Winnipeg | Bell MTS Place | 11,552 / 11,552 | $1,175,928 | 15 de maio de 2018 | Saint Paul | Estados Unidos | Xcel Energy Center | 14,167 / 14,167 | $1,266,557 | 16 de maio de 2018 | Sioux Falls | Denny Sanford Premier Center |
| 18 de maio de 2018       | Omaha             | Canadá                   | CenturyLink Center Omaha      |                         |                      |                    |          |                |                 |            |                    |            | Estados Unidos |                    |                 |            |                    |             |                              |
| 19 de maio de 2018       | Chicago           | United Center            |                               |                         |                      |                    |          |                |                 |            |                    |            | Estados Unidos |                    |                 |            |                    |             |                              |
| 1 de junho de 2018       | Sunrise           | BB&T Center              |                               |                         |                      |                    |          |                |                 |            |                    |            | Estados Unidos |                    |                 |            |                    |             |                              |
| 2 de junho de 2018       | Tampa             | Amalie Arena             |                               |                         |                      |                    |          |                |                 |            |                    |            | Estados Unidos |                    |                 |            |                    |             |                              |
| 4 de junho de 2018       | Duluth            | Infinite Energy Arena    |                               |                         |                      |                    |          |                |                 |            |                    |            | Estados Unidos |                    |                 |            |                    |             |                              |
| 6 de junho de 2018       | Dallas            | American Airlines Center | 11,236 / 12,194               | $1,121,069              |                      |                    |          |                |                 |            |                    |            | Estados Unidos |                    |                 |            |                    |             |                              |
| 7 de junho de 2018       | Austin            | Frank Erwin Center       | 7,190 / 10,630                | $655,269                |                      |                    |          |                |                 |            |                    |            | Estados Unidos |                    |                 |            |                    |             |                              |
| 9 de junho de 2018       | Houston           | Toyota Center            | —                             | —                       |                      |                    |          |                |                 |            |                    |            | Estados Unidos |                    |                 |            |                    |             |                              |
| 10 de junho de 2018      | Nova Orleans      | Smoothie King Center     | —                             | —                       |                      |                    |          |                |                 |            |                    |            | Estados Unidos |                    |                 |            |                    |             |                              |
| 12 de junho de 2018      | North Little Rock | Verizon Arena            | —                             | —                       |                      |                    |          |                |                 |            |                    |            | Estados Unidos |                    |                 |            |                    |             |                              |
| 13 de junho de 2018      | St. Louis         | Scottrade Center         | —                             | —                       |                      |                    |          |                |                 |            |                    |            | Estados Unidos |                    |                 |            |                    |             |                              |
| 15 de junho de 2018      | Detroit           | Little Caesars Arena     | —                             | —                       |                      |                    |          |                |                 |            |                    |            | Estados Unidos |                    |                 |            |                    |             |                              |
| 16 de junho de 2018      | Cleveland         | Quicken Loans Arena      | —                             | —                       |                      |                    |          |                |                 |            |                    |            | Estados Unidos |                    |                 |            |                    |             |                              |
| 25 de junho de 2018      | Ottawa            | Canadá                   | —                             | —                       | Canadian Tire Centre |                    |          |                |                 |            |                    |            | Estados Unidos |                    |                 |            |                    |             |                              |
| 26 de junho de 2018      | Montreal          | Canadá                   | Bell Centre                   | 11,592 / 14,402         | $1,045,900           |                    |          |                |                 |            |                    |            |                |                    |                 |            |                    |             |                              |
| 28 de junho de 2018      | Quebec City       | Canadá                   | Videotron Centre              | 11,472 / 13,415         | $978,509             |                    |          |                |                 |            |                    |            |                |                    |                 |            |                    |             |                              |
| 30 de junho de 2018      | Hamilton          | Canadá                   | FirstOntario Centre           | —                       | —                    |                    |          |                |                 |            |                    |            |                |                    |                 |            |                    |             |                              |
| 3 de julho de 2018       | London            | Canadá                   | Budweiser Gardens             | 16,399 / 16,715         | $1,473,090           |                    |          |                |                 |            |                    |            |                |                    |                 |            |                    |             |                              |
| 4 de julho de 2018       | London            | Canadá                   | Budweiser Gardens             | 16,399 / 16,715         | $1,473,090           |                    |          |                |                 |            |                    |            |                |                    |                 |            |                    |             |                              |
| 6 de julho de 2018       | Toronto           | Canadá                   | Scotiabank Arena              | —                       | —                    |                    |          |                |                 |            |                    |            |                |                    |                 |            |                    |             |                              |
| 7 de julho de 2018       | Toronto           | Canadá                   | Scotiabank Arena              | —                       | —                    |                    |          |                |                 |            |                    |            |                |                    |                 |            |                    |             |                              |
| 11 de julho de 2018      | Boston            | Estados Unidos           | TD Garden                     | —                       | —                    |                    |          |                |                 |            |                    |            |                |                    |                 |            |                    |             |                              |
| 12 de julho de 2018      | Filadélfia        | Estados Unidos           | Wells Fargo Center            | —                       | —                    |                    |          |                |                 |            |                    |            |                |                    |                 |            |                    |             |                              |
| 14 de julho de 2018      | Nova Iorque       | Estados Unidos           | Barclays Center               | —                       | —                    |                    |          |                |                 |            |                    |            |                |                    |                 |            |                    |             |                              |
| 15 de julho de 2018      | Washington, D.C.  | Estados Unidos           | Capital One Arena             | —                       | —                    |                    |          |                |                 |            |                    |            |                |                    |                 |            |                    |             |                              |
| 17 de julho de 2018      | Pittsburgh        | Estados Unidos           | PPG Paints Arena              | —                       | —                    |                    |          |                |                 |            |                    |            |                |                    |                 |            |                    |             |                              |
| 18 de julho de 2018      | Grand Rapids      | Estados Unidos           | Van Andel Arena               | —                       | —                    |                    |          |                |                 |            |                    |            |                |                    |                 |            |                    |             |                              |
| 20 de julho de 2018      | Louisville        | Estados Unidos           | KFC Yum! Center               | —                       | —                    |                    |          |                |                 |            |                    |            |                |                    |                 |            |                    |             |                              |
| 21 de julho de 2018      | Nashville         | Estados Unidos           | Bridgestone Arena             | 16,264 / 16,264         | $1,441,204           |                    |          |                |                 |            |                    |            |                |                    |                 |            |                    |             |                              |
| 24 de julho de 2018      | Kansas City       | Estados Unidos           | Sprint Center                 | —                       | —                    |                    |          |                |                 |            |                    |            |                |                    |                 |            |                    |             |                              |
| 25 de julho de 2018      | Des Moines        | Estados Unidos           | Wells Fargo Arena             | —                       | —                    |                    |          |                |                 |            |                    |            |                |                    |                 |            |                    |             |                              |
| 27 de julho de 2018      | Denver            | Estados Unidos           | Pepsi Center                  | —                       | —                    |                    |          |                |                 |            |                    |            |                |                    |                 |            |                    |             |                              |
| 28 de julho de 2018      | Salt Lake City    | Estados Unidos           | Vivint Smart Home Arena       | —                       | —                    |                    |          |                |                 |            |                    |            |                |                    |                 |            |                    |             |                              |
| 30 de julho de 2018      | Phoenix           | Estados Unidos           | Talking Stick Resort Arena    | —                       | —                    |                    |          |                |                 |            |                    |            |                |                    |                 |            |                    |             |                              |
| 1 de agosto de 2018      | Fresno            | Estados Unidos           | Save Mart Center              | —                       | —                    |                    |          |                |                 |            |                    |            |                |                    |                 |            |                    |             |                              |
| 3 de agosto de 2018      | Los Angeles       | Estados Unidos           | Staples Center                | 11,954 / 13,293         | $892,783             |                    |          |                |                 |            |                    |            |                |                    |                 |            |                    |             |                              |
| 4 de agosto de 2018      | Las Vegas         | Estados Unidos           | MGM Grand Garden Arena        | —                       | —                    |                    |          |                |                 |            |                    |            |                |                    |                 |            |                    |             |                              |
| Etapa 2 — América do Sul |                   |                          |                               |                         |                      |                    |          |                |                 |            |                    |            |                |                    |                 |            |                    |             |                              |
| 18 de agosto 2018        | Barretos          | Brasil                   | Parque do Peão                | 60,000 / 60,000         | $1,400,000           |                    |          |                |                 |            |                    |            |                |                    |                 |            |                    |             |                              |
| Etapa 3 — Europa         |                   |                          |                               |                         |                      |                    |          |                |                 |            |                    |            |                |                    |                 |            |                    |             |                              |
| 19 de setembro de 2018   | Glasgow           | Escócia                  | SSE Hydro                     | —                       | —                    |                    |          |                |                 |            |                    |            |                |                    |                 |            |                    |             |                              |
| 21 de setembro de 2018   | Glasgow           | Escócia                  | SSE Hydro                     | —                       | —                    |                    |          |                |                 |            |                    |            |                |                    |                 |            |                    |             |                              |
| 22 de setembro de 2018   | Manchester        | Inglaterra               | Manchester Arena              | —                       | —                    |                    |          |                |                 |            |                    |            |                |                    |                 |            |                    |             |                              |
| 24 de setembro de 2018   | Birmingham        | Inglaterra               | Arena Birmingham              | —                       | —                    |                    |          |                |                 |            |                    |            |                |                    |                 |            |                    |             |                              |
| 26 de setembro de 2018   | Dublin            | Irlanda                  | 3Arena                        | —                       | —                    |                    |          |                |                 |            |                    |            |                |                    |                 |            |                    |             |                              |
| 27 de setembro de 2018   | Dublin            | Irlanda                  | 3Arena                        | —                       | —                    |                    |          |                |                 |            |                    |            |                |                    |                 |            |                    |             |                              |
| 29 de setembro de 2018   | Belfast           | Irlanda do Norte         | SSE Arena                     | —                       | —                    |                    |          |                |                 |            |                    |            |                |                    |                 |            |                    |             |                              |
| 2 de outubro de 2018     | Londres           | Inglaterra               | The O2 Arena                  | —                       | —                    |                    |          |                |                 |            |                    |            |                |                    |                 |            |                    |             |                              |
| 3 de outubro de 2018     | Londres           | Inglaterra               | The O2 Arena                  | —                       | —                    |                    |          |                |                 |            |                    |            |                |                    |                 |            |                    |             |                              |
| 5 de outubro de 2018     | Munique           | Alemanha                 | Olympiahalle                  | —                       | —                    |                    |          |                |                 |            |                    |            |                |                    |                 |            |                    |             |                              |
| 6 de outubro de 2018     | Praga             | Chéquia                  | O2 Arena                      | —                       | —                    |                    |          |                |                 |            |                    |            |                |                    |                 |            |                    |             |                              |
| 8 de outubro de 2018     | Colônia           | Alemanha                 | Lanxess Arena                 | —                       | —                    |                    |          |                |                 |            |                    |            |                |                    |                 |            |                    |             |                              |
| 10 de outubro de 2018    | Antuérpia         | Bélgica                  | Sportpaleis                   | —                       | —                    |                    |          |                |                 |            |                    |            |                |                    |                 |            |                    |             |                              |
| 11 de outubro de 2018    | Amsterdã          | Países Baixos            | Ziggo Dome                    | —                       | —                    |                    |          |                |                 |            |                    |            |                |                    |                 |            |                    |             |                              |
| 13 de outubro de 2018    | Hamburgo          | Alemanha                 | Barclaycard Arena             | —                       | —                    |                    |          |                |                 |            |                    |            |                |                    |                 |            |                    |             |                              |
| 14 de outubro de 2018    | Copenhaga         | Dinamarca                | Royal Arena                   | —                       | —                    |                    |          |                |                 |            |                    |            |                |                    |                 |            |                    |             |                              |
| 16 de outubro de 2018    | Oslo              | Noruega                  | Oslo Spektrum                 | —                       | —                    |                    |          |                |                 |            |                    |            |                |                    |                 |            |                    |             |                              |
| 17 de outubro de 2018    | Estocolmo         | Suécia                   | Ericsson Globe                | —                       | —                    |                    |          |                |                 |            |                    |            |                |                    |                 |            |                    |             |                              |
| Etapa 4 — Oceania        |                   |                          |                               |                         |                      |                    |          |                |                 |            |                    |            |                |                    |                 |            |                    |             |                              |
| 30 de novembro de 2018   | Perth             | Austrália                | Perth Arena                   | —                       | —                    |                    |          |                |                 |            |                    |            |                |                    |                 |            |                    |             |                              |
| 2 de dezembro de 2018    | Adelaide          | Austrália                | Botanic Park                  | —                       | —                    |                    |          |                |                 |            |                    |            |                |                    |                 |            |                    |             |                              |
| 5 de dezembro de 2018    | Brisbane          | Austrália                | Brisbane Entertainment Centre | —                       | —                    |                    |          |                |                 |            |                    |            |                |                    |                 |            |                    |             |                              |
| 6 de dezembro de 2018    | Brisbane          | Austrália                | Brisbane Entertainment Centre | —                       | —                    |                    |          |                |                 |            |                    |            |                |                    |                 |            |                    |             |                              |
| 8 de dezembro de 2018    | Hunter Valley     | Austrália                | Hope Estate                   | —                       | —                    |                    |          |                |                 |            |                    |            |                |                    |                 |            |                    |             |                              |
| 11 de dezembro de 2018   | Melbourne         | Austrália                | Rod Laver Arena               | —                       | —                    |                    |          |                |                 |            |                    |            |                |                    |                 |            |                    |             |                              |
| 12 de dezembro de 2018   | Melbourne         | Austrália                | Rod Laver Arena               | —                       | —                    |                    |          |                |                 |            |                    |            |                |                    |                 |            |                    |             |                              |
| 14 de dezembro de 2018   | Sydney            | Austrália                | Qudos Bank Arena              | —                       | —                    |                    |          |                |                 |            |                    |            |                |                    |                 |            |                    |             |                              |
| 15 de dezembro de 2018   | Sydney            | Austrália                | Qudos Bank Arena              | —                       | —                    |                    |          |                |                 |            |                    |            |                |                    |                 |            |                    |             |                              |
| 18 de dezembro de 2018   | Auckland          | Nova Zelândia            | Spark Arena                   | —                       | —                    |                    |          |                |                 |            |                    |            |                |                    |                 |            |                    |             |                              |
| 19 de dezembro de 2018   | Auckland          | Nova Zelândia            | Spark Arena                   | —                       | —                    |                    |          |                |                 |            |                    |            |                |                    |                 |            |                    |             |                              |
| 22 de dezembro de 2018   | Dunedin           | Nova Zelândia            | Forsyth Barr Stadium          | —                       | —                    |                    |          |                |                 |            |                    |            |                |                    |                 |            |                    |             |                              |
| Total                    | Total             | Total                    | Total                         | 186,235 / 171,337 (92%) | $12,416,480          |                    |          |                |                 |            |                    |            |                |                    |                 |            |                    |             |                              |